# Au Backe!
Au Backe! ist ein Kartenspiel des deutschen Spieleautors Frank Nestel. Das Spiel ist für zwei bis sechs  Mitspieler als Kinder- und Familienspiel konzipiert und erschien 2001 bei dem Zoch Verlag sowie in der Folge auch international in mehreren Sprachversionen. Im Erscheinungsjahr wurde es beim À-la-carte-Kartenspielpreis der Zeitschrift fairplay auf den Platz 9 gewählt.

## Hintergrund und Ausstattung
In dem Spiel Au Backe! handelt es sich um ein an das bekannte Spiel Memory angelehntes Gedächtnisspiel, bei dem sich die Spieler die Position von Karten auf dem Tisch merken und dabei jeweils ihren eigenen Kartenstapel ablegen müssen.
Das Spielmaterial besteht neben der Spielanleitung aus insgesamt 64 Karten. Davon sind 19 Karten „Hühnerhofkarten“ bestehend aus 15 Karten mit Tiermotiven und je zwei Schaufeln und zwei Karten mit „Hühnerkacke“; die restlichen 45 Karten sind drei Sets mit je 15 Tiermotiven. Die grafische Gestaltung stammt von der Illustratorin Doris Matthäus und ist an das erfolgreiche Spiel Zicke Zacke Hühnerkacke von Zoch angelehnt.

## Spielweise
Das Spiel wird mit zwei bis sechs Spielern gespielt. Zu Beginn werden die Karten des Hühnerhofs gemischt und gleichmäßig verdeckt auf dem Tisch verteilt. Die 45 Tierkarten werden ebenfalls gemischt und gleichmäßig an die Mitspieler verteilt. Diese nehmen fünf der Karten auf die Hand, die restlichen Karten bilden jeweils einen verdeckten Nachziehstapel.
Das Spiel beginnt mit einem Startspieler und wird danach reihum im Uhrzeigersinn gespielt. Der jeweils aktive Spieler spielt eine Karte aus seiner Hand offen aus und deckt danach eine Karte des Hühnerhofs auf. Zeigen beide Karten das gleiche Motiv, legt er die ausgespielte Karte und alle weiteren mit dem gleichen Motiv auf seiner Hand ab und dreht dann die Hühnerhofkarte wieder um. Er darf dies wiederholen, bis es keine Übereinstimmungen mehr gibt oder er keine Karten mehr auf der Hand hat. Wenn die ausgespielte Karte und die Hühnerhofkarte nicht übereinstimmen, nimmt er seine Karte zurück auf die Hand und dreht die offenen Hühnerhofkarten an derselben Position wieder um; danach zieht er Karten nach, bis er wieder fünf Handkarten hat und der nächste Spieler ist an der Reihe.
Deckt der Spieler auf dem Hühnerhof statt einer Tierkarte eine Karte mit „Hühnerkacke“ auf, so darf er eine weitere Karte umdrehen. Handelt es sich dabei um eine Schaufel, darf er seinen Zug normal beenden. Deckt er als zweite Karte keine Schaufel auf, muss er zwei Karten von beliebigen Mitspielern ziehen und auf die eigene Hand nehmen; diese ziehen dann je eine Karte von ihrem eigenen Nachziehstapel nach. Deckt er als zweite Karte sogar die zweite „Hühnerkacke“ auf dem Hühnerhof auf, muss er vier Karten bei Mitspielern ziehen. In allen drei Fällen darf der Spieler alle aktuell offenen Karten beliebig vertauschen und dreht sie anschließend wieder um.
Das Spiel endet, sobald ein Spieler seine letzte Karte ablegen darf. Dieser Spieler gewinnt das Spiel.

## Ausgaben und Rezeption
Au Backe! wurde von dem deutschen Spieleautor Frank Nestel entwickelt und erschien 2001 auf Deutsch und Englisch bei dem Zoch Verlag. Es wurde zudem übersetzt und erschien ebenfalls 2001 als By Golly! auf Englisch bei Rio Grande Games. 2003 wurde es auf Französisch bei Gigamic und 2009 auf Niederländisch bei 999 Games veröffentlicht.
Im Erscheinungsjahr wurde Au Backe! beim À-la-carte-Kartenspielpreis der Zeitschrift fairplay auf den Platz 9 gewählt.

## Belege
1. 1 2 3 4 5 6  
Offizielle Spielregeln für Au Backe!, Zoch Verlag 2001
2. ↑  
Versionen von Au Backe! in der Datenbank BoardGameGeek; abgerufen am 20. Juni 2023.